# Историческая поэтика
Истори́ческая поэ́тика — раздел в литературоведении, в котором изучается генезис (происхождение), развитие литературных жанров, литературных произведений, литературных стилей. Историческая поэтика предшествует теоретической поэтике, в обязанности которой входит изучение теории литературы в синхронии. Историческая поэтика изучает теорию литературы в диахронии.
История литературы как история эволюционного развития литературных форм — вот в сущности ядро «исторической» поэтики, наиболее ярким и крупным представителем которой по праву считается А. Н. Веселовский. Веселовский ставил задачу: «отвлечь законы поэтического творчества <…> из исторической эволюции поэзии». Исходным моментом в работе этого учёного является стремление «собрать материал для методики истории литературы, для индуктивной поэтики, которая устраняла бы её умозрительные построения, для выяснения сущности поэзии — из её истории». С помощью такого индуктивного исследования чисто эмпирическим путём мыслится осуществление грандиозного замысла «исторической» поэтики, которая бы охватила развитие литературных форм всех времен и народов. Здание «исторической» поэтики осталось незавершенным.
Однако у дела А. Н. Веселовского было немало продолжателей, в числе которых стоит назвать прежде всего Ю. Н. Тынянова, М. М. Бахтина, В. Я. Проппа, О. М. Фрейденберг, Е. М. Мелетинского. В 1920-е осмысливалось место исторической поэтики в составе комплексной науки о литературе. П. Н. Сакулин противопоставлял истории литературы «эволюционную» (историческую) поэтику как «дисциплину теоретическую»; а М. М. Бахтин искал «единства науки о литературе во всех ее отделах (теоретическая поэтика, историческая поэтика, история литературы)». 
В советские годы (в 1940-е) Веселовский был объявлен «буржуазным космополитом», его работы замалчивались, а историческая поэтика подвергалась нападкам. Однако начиная с 70-х годов XX века начинается возрождение интереса к данной дисциплине. Д. С. Лихачёв продолжил проблематику исторической, то есть эволюционной, поэтики в своей концепции теоретической истории литературы. В 1980-е появляется несколько сборников, посвященных исторической поэтике, активно обсуждается её проблематика. С конца 90-х годов в РГГУ создаётся кафедра теоретической и исторической поэтики; читается курс С. Н. Бройтмана «Историческая поэтика», построенный главным образом на понимании истории художественного образа как ядра исторической поэтики.